# Ramecourt, Vosges
Ramecourt är en kommun i departementet Vosges i regionen Grand Est (tidigare regionen Lorraine) i nordöstra Frankrike. Kommunen ligger i kantonen Mirecourt som tillhör arrondissementet Neufchâteau. År 2022 hade Ramecourt 148 invånare.

## Befolkningsutveckling
Antalet invånare i kommunen Ramecourt
| Referens: INSEE |